# Hooker-Eiche

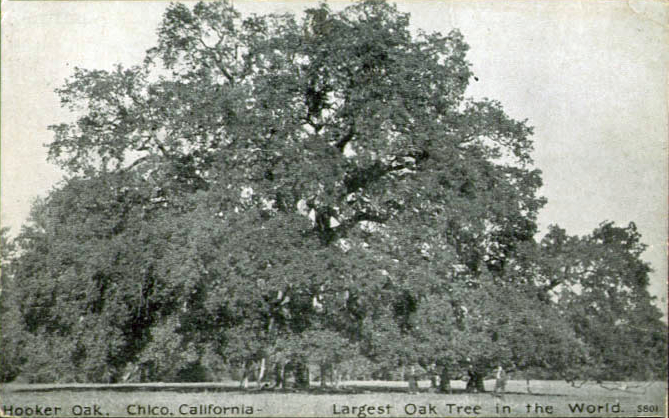
Die Eiche ca. 1910

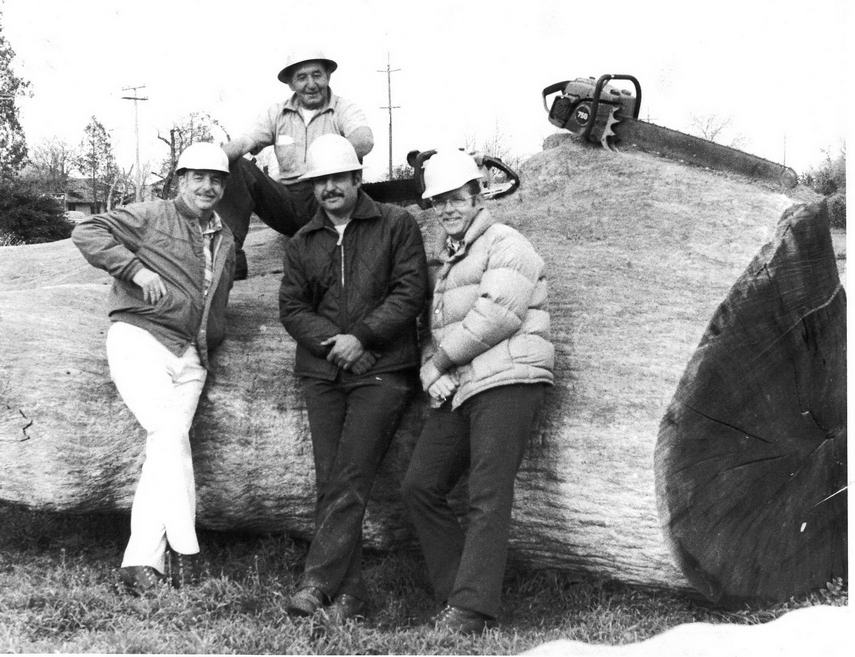
Foto von Holzarbeitern neben dem Hauptstamm der Hooker-Eiche

Die Hooker-Eiche (engl. Hooker Oak) war eine große Kalifornische Weiß-Eiche (Quercus lobata) in Chico (Kalifornien), die 1977 einem Sturm zum Opfer fiel.
Sie wurde 1887 von Annie Bidwell nach dem  englischen Botaniker und Direktor der Royal Botanical Gardens, Sir Joseph Dalton Hooker benannt. Als sie am 1. Mai 1977 fiel, war sie fast einhundert Fuß hoch (30 m) und hatte einen Umfang von 29 Fuß (8,8 m) in einer Höhe von acht Fuß (2,4 m) vom Boden. Der größte Ast maß 111 Fuß (33,6 m) vom Stamm bis zur Spitze und der Umfang der äußeren Äste war ungefähr fünfhundert Fuß (150 m). Ihr Alter wurde auf eintausend Jahre geschätzt, aber bei seinem Absterben hatte man festgestellt, dass es zwei Bäume mit jeweils 325 Jahren waren, die schon vor langer Zeit zusammengewachsen waren.
Drei Jahre lang nach dem Fall lag der Baum auf dem Boden, während die Stadtoberhäupter sich bemühten, sein Schicksal endgültig zu bestimmen. Im Frühjahr 1980 beauftragte die Stadt Chico die Cal Oak Lumber Company, die gesunden Teile des Baumes zu entfernen und ins nahegelegene Hartholzwerk der Cal Oak in Oroville zu bringen. Nachdem die Eiche aufgesägt worden war, sorgte Cal Oak dafür, dass das Nutzholz im Forest Products Laboratory der Universität Berkeley getrocknet wurde.
Das Personal sowohl von Cal Oak als auch das vom Forestry Lab der Universität Berkeley war vom Holz fasziniert. Das Holz erwies sich als ebenso bemerkenswert wie der Baum es war. Um seine immense Krone zu stützen, bildete der Baum einen ungewöhnlichen Anteil an Stützholz an der Oberseite der Äste und Stämme aus. Diese Art Holz ist als „Spannungsholz“ bekannt und half den Baum, eine unglaublich hohe Dichte (0,88 g/cm²) zu entwickeln: 50 % dichter als Eichen in der Umgebung. Diese und andere Merkmale verschafften dem Holz seine einmalige Maserung und seinen Charakter, und dem Baum offensichtlich seine Langlebigkeit.
Cal Oak stellte ein Programm auf, um mit Hilfe von örtlichen Handwerkern und Arbeitsausbildungszentren für Behinderte eine begrenzte Zahl an künstlerisch gestalteten Gegenständen aus ihrem Anteil am Baum herzustellen. Viele von denen wurden an verschiedene Institutionen gegeben, einschließlich der Royal Botanical Gardens in London, der Historischen Gesellschaft von Butte County, der Bidwell Mansion, dem Sacramento Valley Museum, dem Butte College, der California State University, Chico, und der Berkeley-Universität.
Der Hammer, der vom Bürgermeister von Chico während der Stadtratssitzungen verwendet wird, ist aus dem Holz der Hooker-Eiche hergestellt. Die öffentlichen Bänke in der Lobby der Ratsstuben des Stadtrates von Chico wurden vom örtlichen Künstler Paul Atkins aus dem Holz der Hooker-Eiche hergestellt.
Die Hooker-Eiche ist durch den Film des Warner Brothers Studios The Adventures of Robin Hood berühmt geworden. Errol Flynn als Robin Hood stellt neben dem Baum (im Film „Gallows Oak (Galgeneiche)“ genannt) seine Schar Geächteter zusammen.

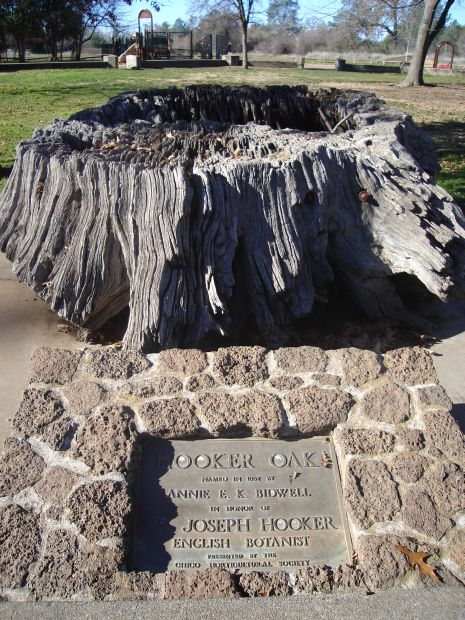
Der Stumpf im Dezember 2007

Die Stelle des Baumes ist als California Historical Landmark Nummer 313 registriert und befindet sich im Bidwell Park. Nach einem Feuer wurde der an dieser Stelle verbliebene Stumpf im März 2013 entfernt.